# Vörösszemű amazon
A vörösszemű amazon (Amazona pretrei), korábban vörösmaszkos amazon vagy díszes amazon, a madarak osztályának papagájalakúak (Psittaciformes) rendjébe és a papagájfélék (Psittacidae) családjába és az araformák (Arinae) alcsaládjába tartozó faj.

## Előfordulása
Argentína északi, Brazília déli és Paraguay keleti területein honos. Erdők és fás szavannák lakója.

## Megjelenése
Magassága 32 centiméter, testtömege 300 gramm. Tollazat zöld, homloka, arcrésze és szárnyéle vörös. Nagyon hasonlít a közeli rokon Tukumáni amazonra (Amazona tucumana), dea vörös szín kiterjedtebb rajta a homlokán, feje tetején, kantárján és szeme környékén is.
|  |

## Életmódja
Tápláléka magvakból áll, de gyümölcsöt is eszik. Többnyire Araucaria erdőkben tartózkodik, a táplálékkeresés során gyakran kényszerül azonban kóborló életmódra is. Ilyenkor kisebb csoportokban él. Táplálék kereső útjai során szapora szárnycsapásokkal gyorsan repül.